# Humiriovité
Humiriovité (Humiriaceae) je čeleď vyšších dvouděložných rostlin z řádu malpígiotvaré (Malpighiales). Jsou to stálezelené stromy a keře s jednoduchými střídavými listy a nenápadnými květy v bohatých latovitých květenstvích. Čeleď zahrnuje asi 50 druhů v 8 rodech a je rozšířena v tropické Americe a Africe.

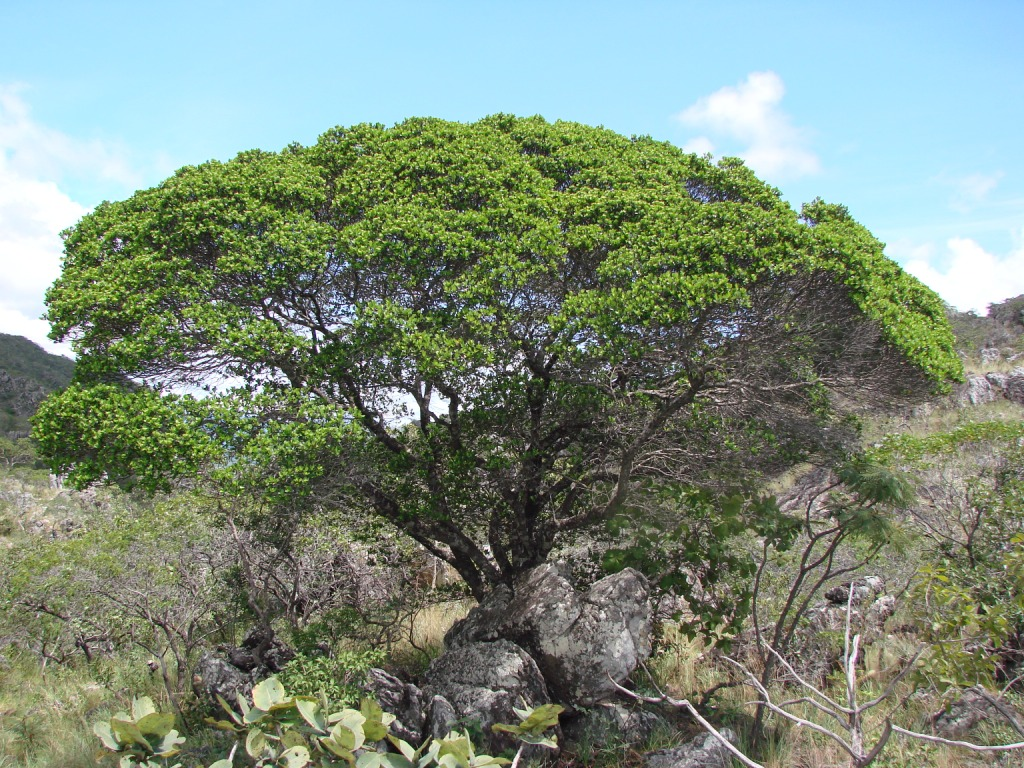
Humirie Humiria balsamifera

## Popis
Zástupci čeledi humiriovité jsou stálezelené keře a stromy s jednoduchými střídavými listy s drobnými palisty nebo bez palistů. Listy jsou celokrajné nebo zubaté, se zpeřenou žilnatinou. Usychající listy se zbarvují do černa. Kmeny mají často u paty malé a tlusté opěrné pilíře. Vnitřní vrstva kůry je obvykle charakteristicky červená. Řapíky listů jsou často na bázi zbytnělé. Květenství jsou většinou úžlabní, bohatá, latovitá, nejčastěji dichaziálně větvená. Květy jsou pravidelné, pětičetné, oboupohlavné, většinou nenápadné. Kališní lístky jsou částečně srostlé, korunní volné. Tyčinek je 10 až mnoho. Semeník je svrchní, srostlý ze 4 až 8 (nejčastěji 5) plodolistů. Plodem je několikasemenná peckovice.

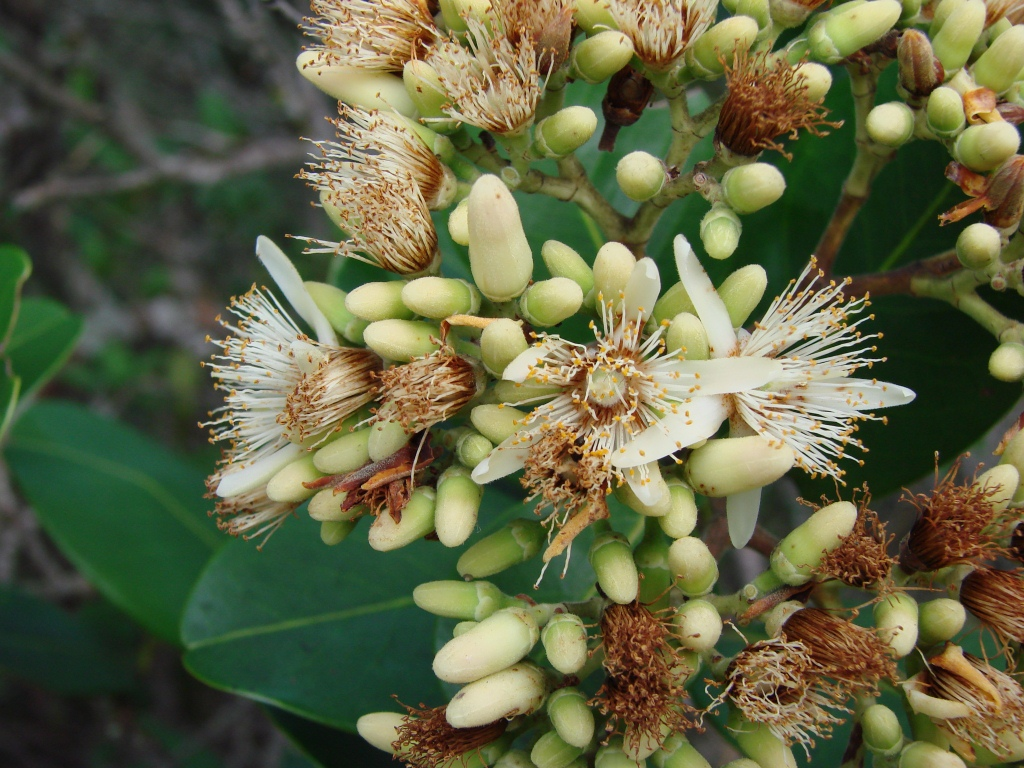
Květy Vantanea obovata
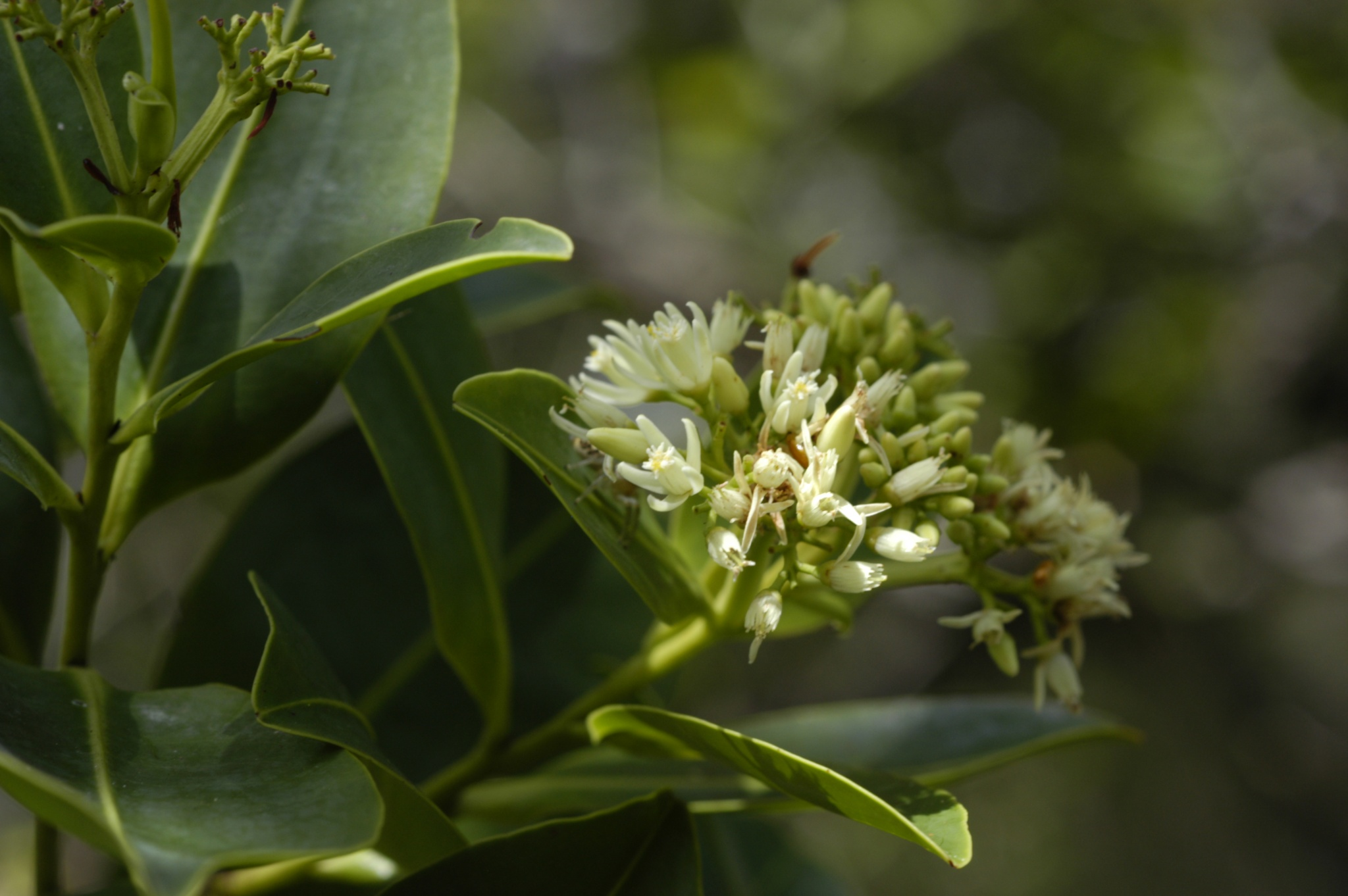
Květenství Humiria balsamifera
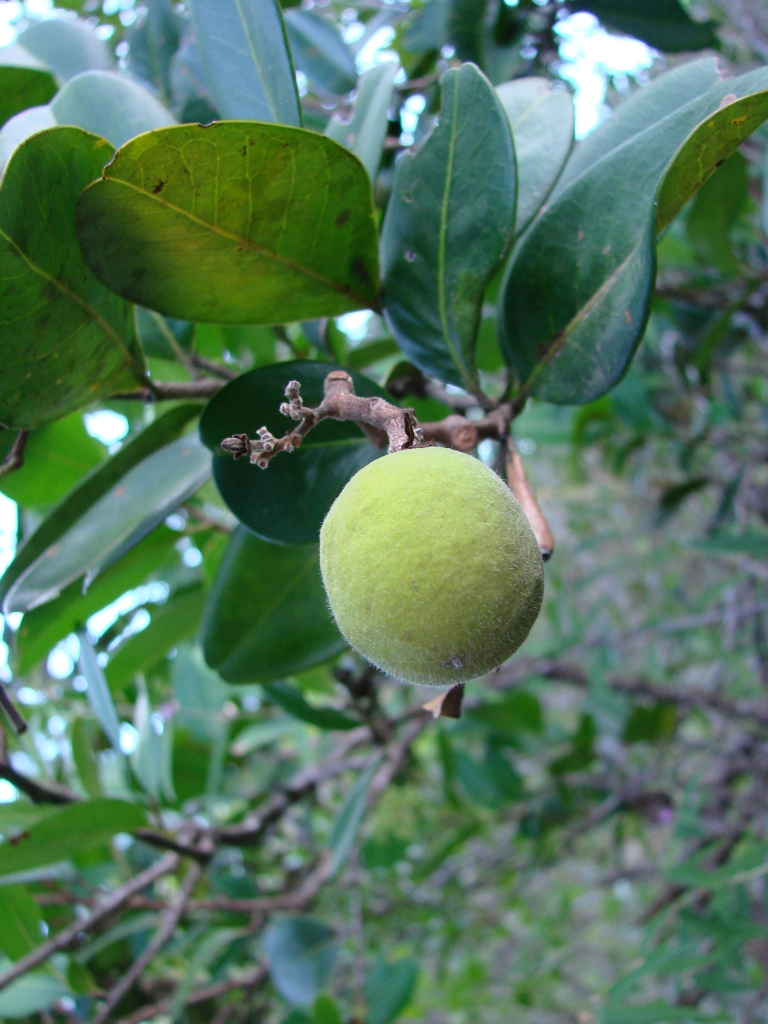
Plod Vantanea obovata

## Rozšíření
Čeleď zahrnuje asi 50 druhů v 8 rodech. Je rozšířena v tropické Americe, pouze druh Sacoglottis gabonensis roste v rovníkové Africe v oblasti Guinejského zálivu. Většina druhů roste v nížinném deštném pralese Amazonie, případně na savanách. Největším rodem je Vantanea (16 druhů) a Humiriastrum (12 druhů).

## Ekologické interakce
Semena humiriovitých jsou šířena plodožravými ptáky a savci.

## Taxonomie
Čeleď byla v minulosti řazena do řádu Linales.

## Zástupci
- humirie (Humiria)[1]

## Význam
Humirie Humiria balsamifera produkuje tzv. umiri balsam, používaný lokálně v lidové medicíně. Plody některých druhů (např. Endopleura uchi) jsou jedlé.

## Seznam rodů
Duckesia, Endopleura, Humiria, Humiriastrum, Hylocarpa, Sacoglottis, Schistostemon, Vantanea